# Texas Mexican Railway

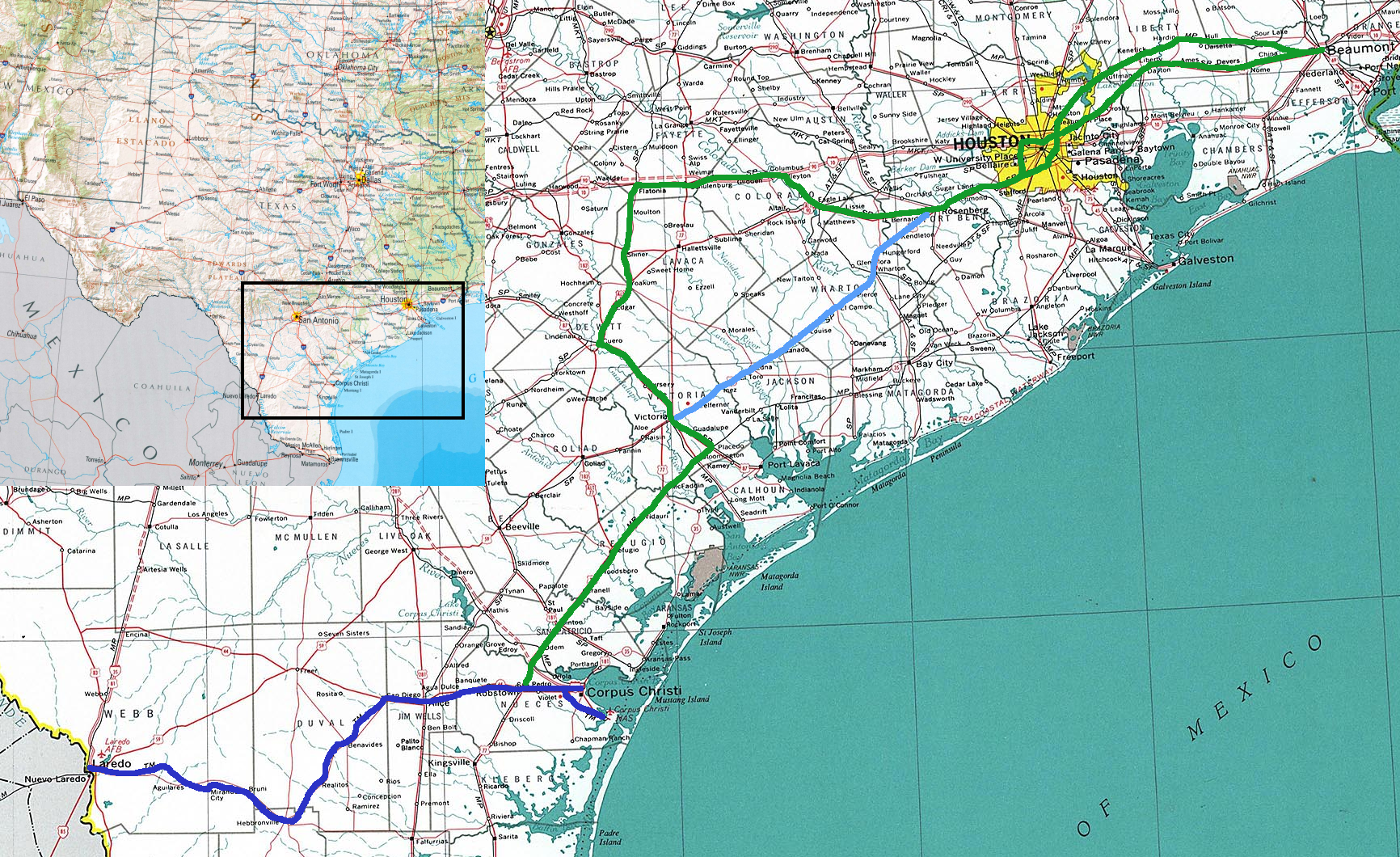
Streckennetz

Die Texas Mexican Railway (TM), kurz TexMex, war eine US-amerikanische regionale Eisenbahngesellschaft in Texas. Sitz des zur Kansas City Southern (KCS) gehörenden Unternehmens war Woodland. Die Gesellschaft befuhr eine 883 km lange Strecke zwischen dem Grenzübergang nach Mexiko in Laredo und dem Netz der KCS in Beaumont (Texas) und stellte damit die wichtige Verbindung der beiden Unternehmensteile Kansas City Southern Railway in den USA und Kansas City Southern de México in Mexiko her. 
Dem heute nur noch auf dem Papier bestehenden Unternehmen gehört der US-Teil der internationalen Brücke in Laredo. Das Unternehmen hatte zuletzt 270 Beschäftigte. Ein eigener Lokomotivpark besteht nicht mehr. 

## Streckennetz
Das Streckennetz umfasste die in eigenem Besitz befindliche rund 250 Kilometer lange Strecke von Corpus Christi nach Laredo. Weiterhin bestehen Streckennutzungsrechte über Gleise der Union Pacific Railroad von Robstown Crossing über Victoria, Flatonia, Houston nach Beaumont. Der Gesellschaft gehört auch die stillgelegte Strecke Rosenberg–Wharton–Victoria.

## Geschichte

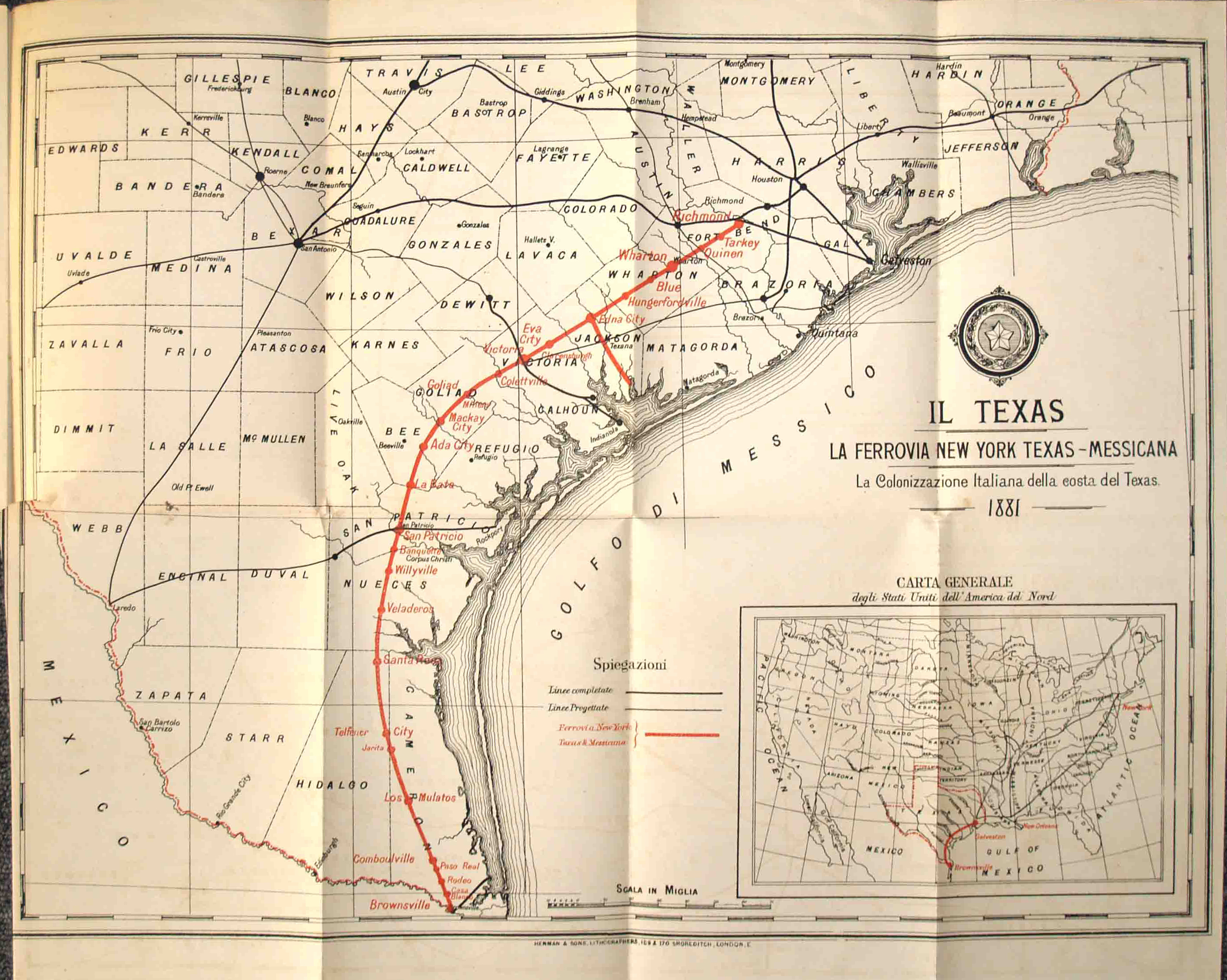
Il Texas: La Ferrovia New York Texas - Messicana, 1881

1875 wurde durch Uriah Lott die „Corpus Christi, San Diego and Rio Grande Narrow Gauge Railroad“ gegründet. Zwei Jahre später waren 40 km Strecke zwischen Corpus Christi und Banquele fertiggestellt und 1878 wurde San Diego (Texas) erreicht. Der zwischenzeitliche Plan zum Bau einer der Strecke zum Eagles Pass wurde jedoch aufgegeben. Schließlich wurde 1881 Laredo an der mexikanischen Grenze erreicht und im gleichen Jahr erfolgte eine Namensänderung in „The Texas Mexican Railway“. 1883 wurde die Brücke über den Rio Grande fertiggestellt und somit eine durchgehende Bahnverbindung nach Mexiko geschaffen. 
Anfang des 20. Jahrhunderts wurde die Gesellschaft von der mexikanischen Ferrocarriles Nacionales de México übernommen, kurz danach wurde eine New Yorker Bank zum Treuhänder bestellt. Dies blieb so bis 1982, als die TexMex an das mexikanische Transportunternehmen Grupo TMM, damals noch Transportacion Maritima Mexicana, verkauft und deren Tochterunternehmen Mexrail unterstellt wurde. Um der erwarteten Konkurrenz durch die Fusion der Union Pacific Railroad und der Southern Pacific Railroad zu begegnen, erwarb 1995 die KCS 49 % von Mexrail. Die Spekulation ging auf und TexMex erhielt im Rahmen des Fusionsgenehmigung Streckennutzungsrechte für 99 Jahre zwischen Robstown und Beaumont, wo eine Verbindung zum KCS-Netz bestand.
2001 erwarb die Gesellschaft von der Union Pacific Railroad die 137 Kilometer lange Strecke zwischen Victoria und Rosenberg. Damit kann zukünftig die bestehende Nutzung der UP-Strecke teilweise ersetzt werden. Die Gleisanlagen waren zu einem großen Teil zurückgebaut. Die KCS erneute in den Jahren 2007–2009 die Strecke und nahm sie am 17. Juni 2009 wieder in Betrieb.
2002 wurde Mexrail von den Eigentümern KCS und TMM dem gemeinsamen Tochterunternehmen Transportacion Ferroviaria Mexicana (TFM) übertragen, gleichzeitig stellte die TexMex offiziell den selbstständigen Betrieb ein. In Vorbereitung der vollständigen Übernahme der TFM durch die KCS erwarb diese im August 2004 51 % von Mexrail. Da jedoch das Verfahren bei der Kartellbehörde noch nicht abgeschlossen war, wurden die Anteile vorerst einem Treuhänder übergeben. Schließlich konnte am 1. Januar 2005 die Kontrolle über die TexMex übernommen werden. Das Unternehmen besteht eigenständig auf dem Papier weiter, ist aber vollständig in die betrieblichen Abläufe der KCS integriert.